# 著林芒
著林芒（英語：Electoral district of Drummoyne）是澳洲新南威爾斯州雪梨內西區的一個市區，位於雪梨商業中心區以西6（3.7英里）處，是加拿大灣市地方政府行政區的行政中心。

## 教堂

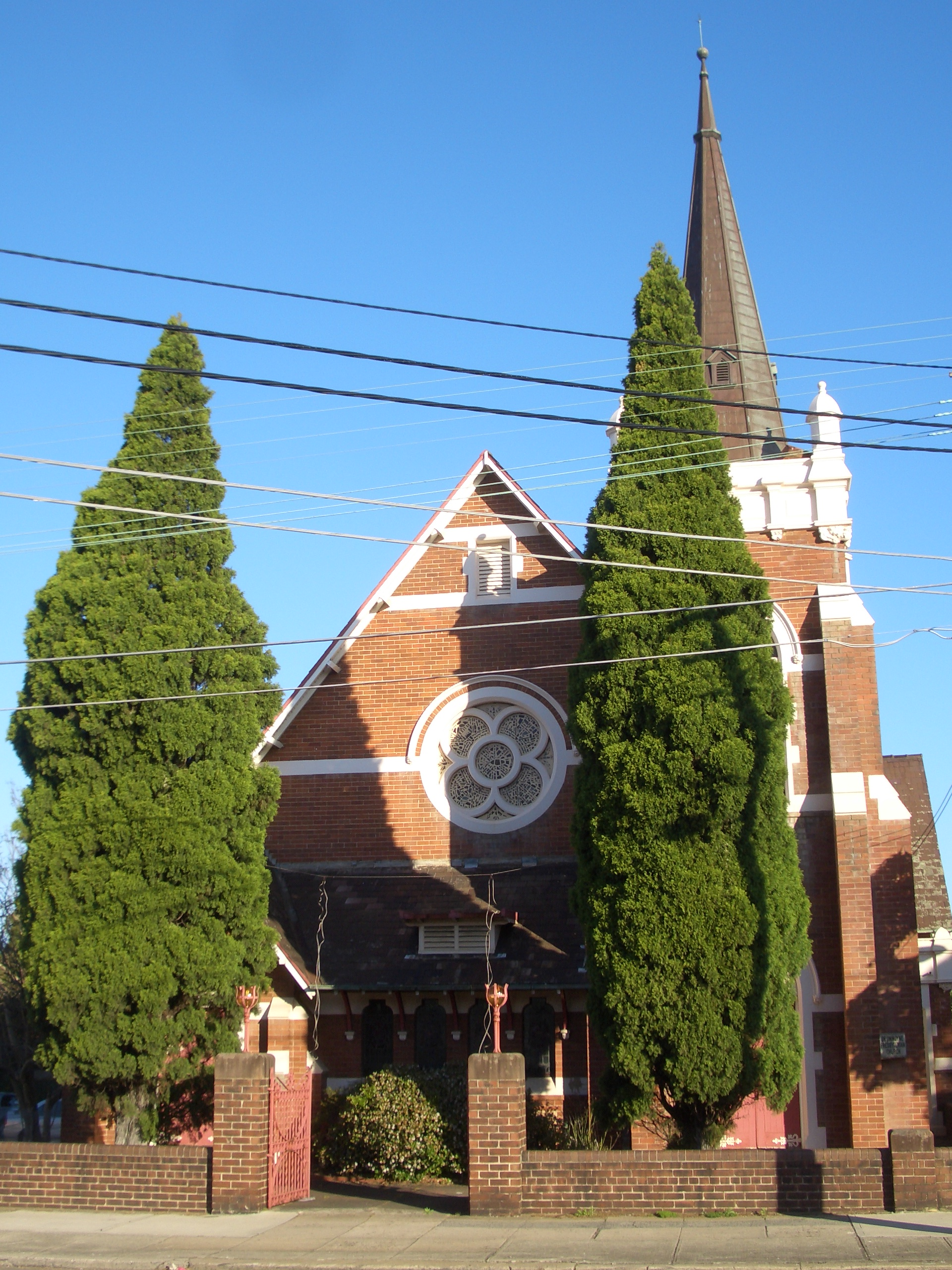
長老會著林芒堂

- 聖公會聖貝德堂 （页面存档备份，存于）
- 天主教（英语：Catholic Church in Australia）馬爾谷堂
- 長老會著林芒堂 （页面存档备份，存于）
- 浸信會著林芒堂 （页面存档备份，存于）

## 學校
- 著林芒男子中學（英语：Drummoyne Boys' High School）
- 著林芒公立學校 （页面存档备份，存于）
- 聖馬爾谷小學 （页面存档备份，存于）

## 知名居民
- 詹士·麥那臣

## 圖集

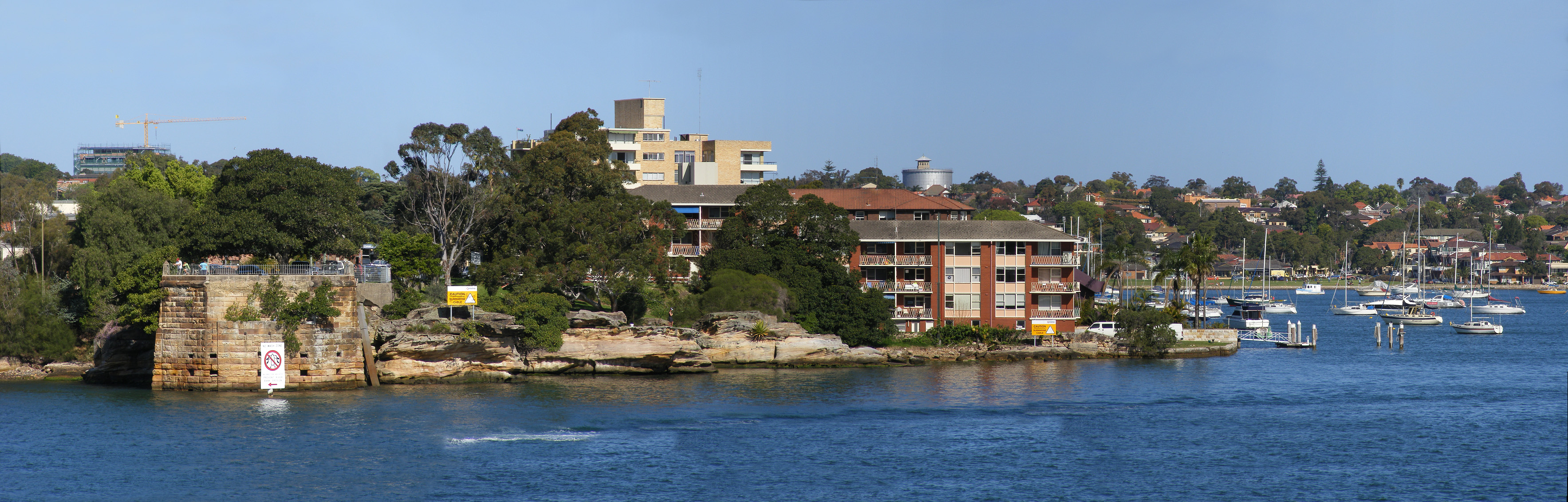
巴拉馬打河北岸南望
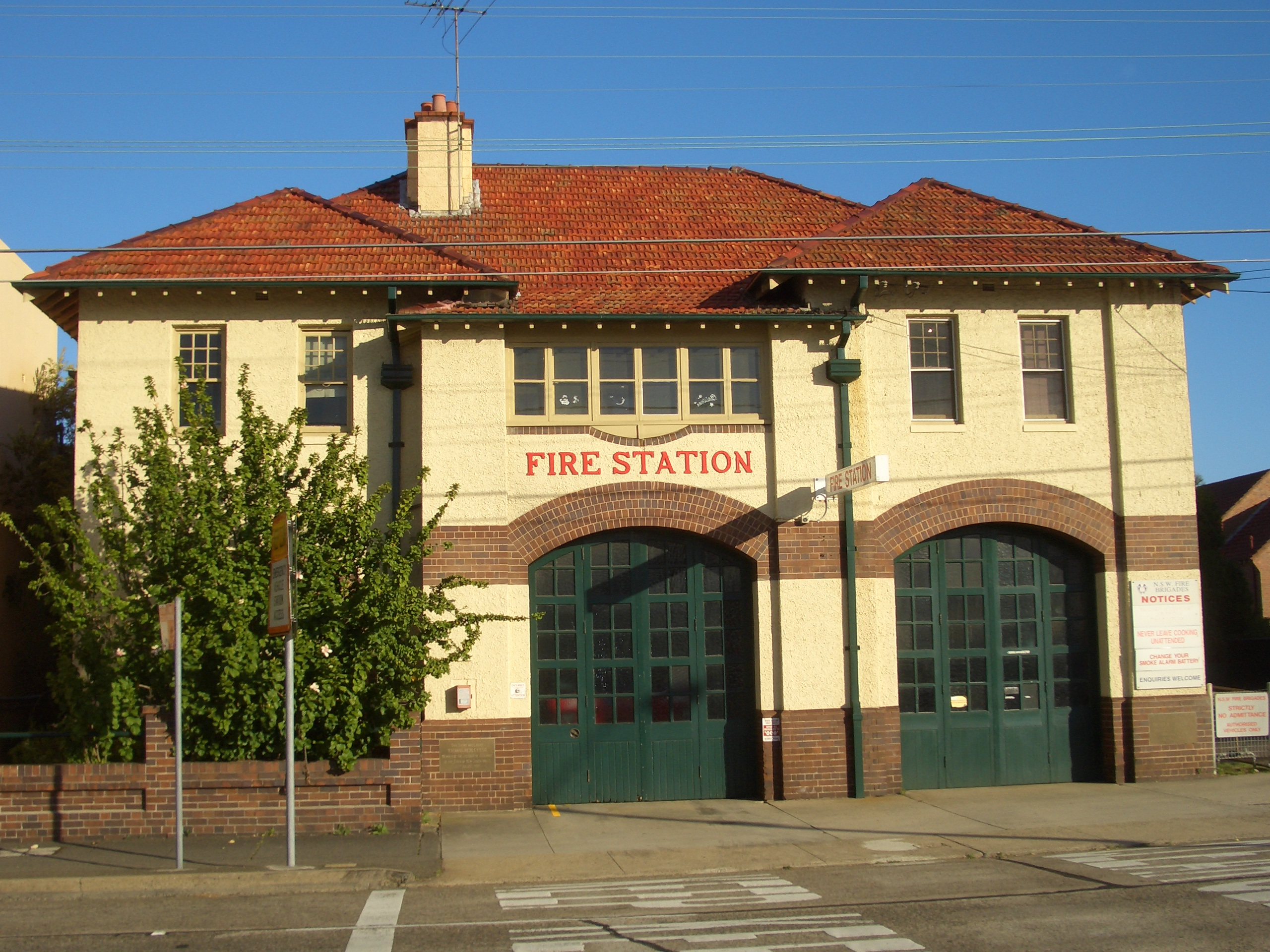
消防局
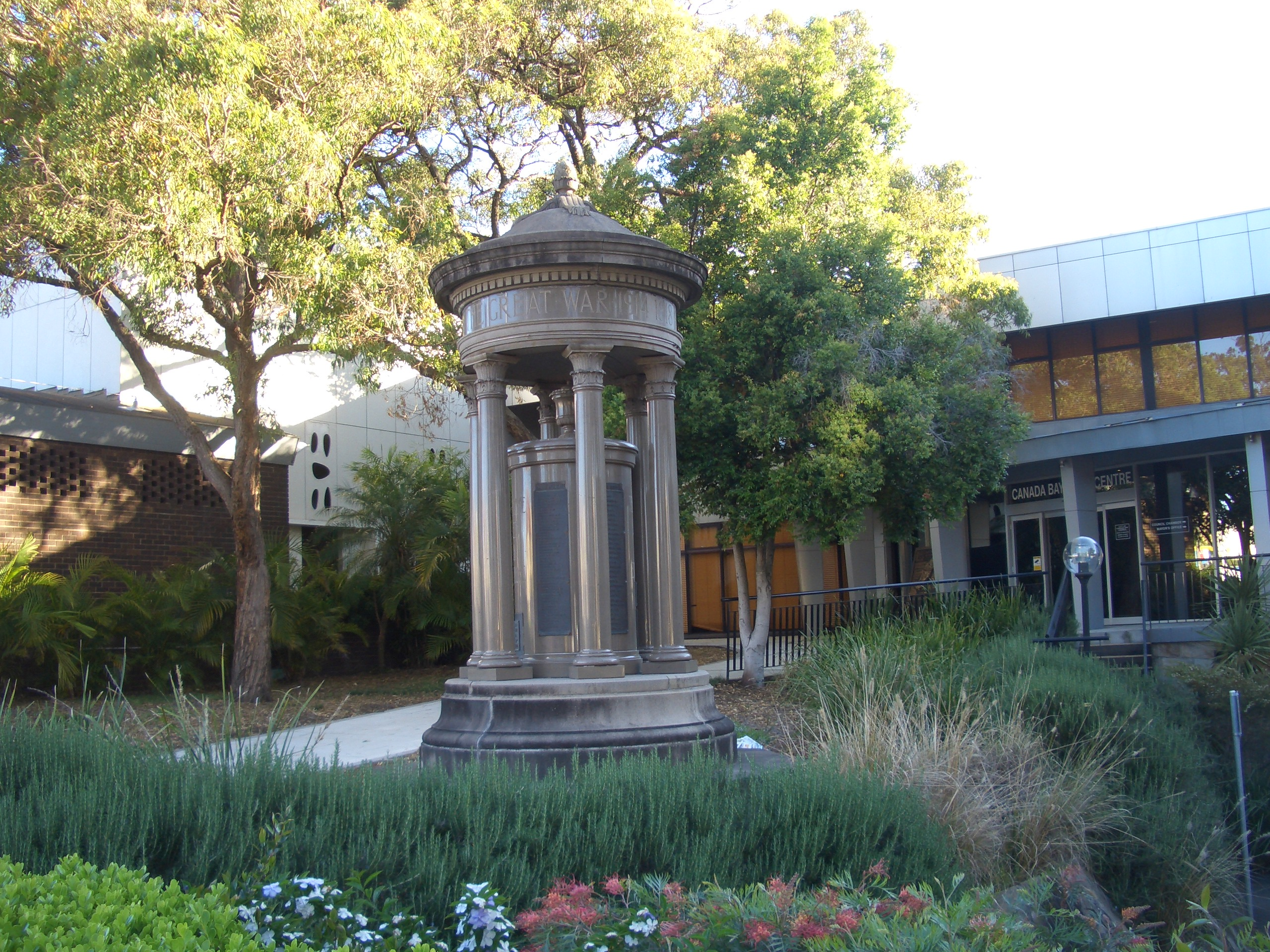
戰爭紀念碑
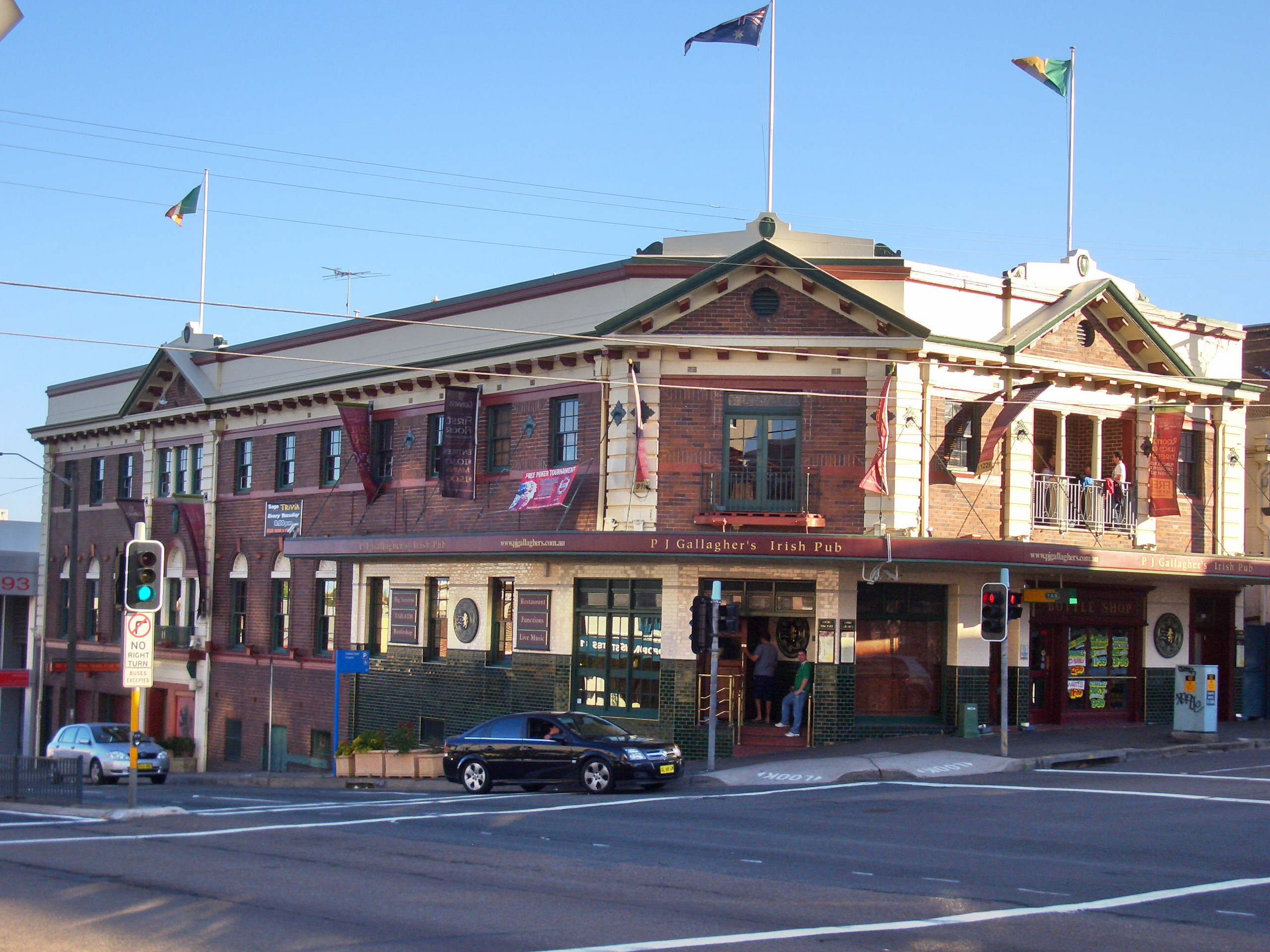
牛津酒樓
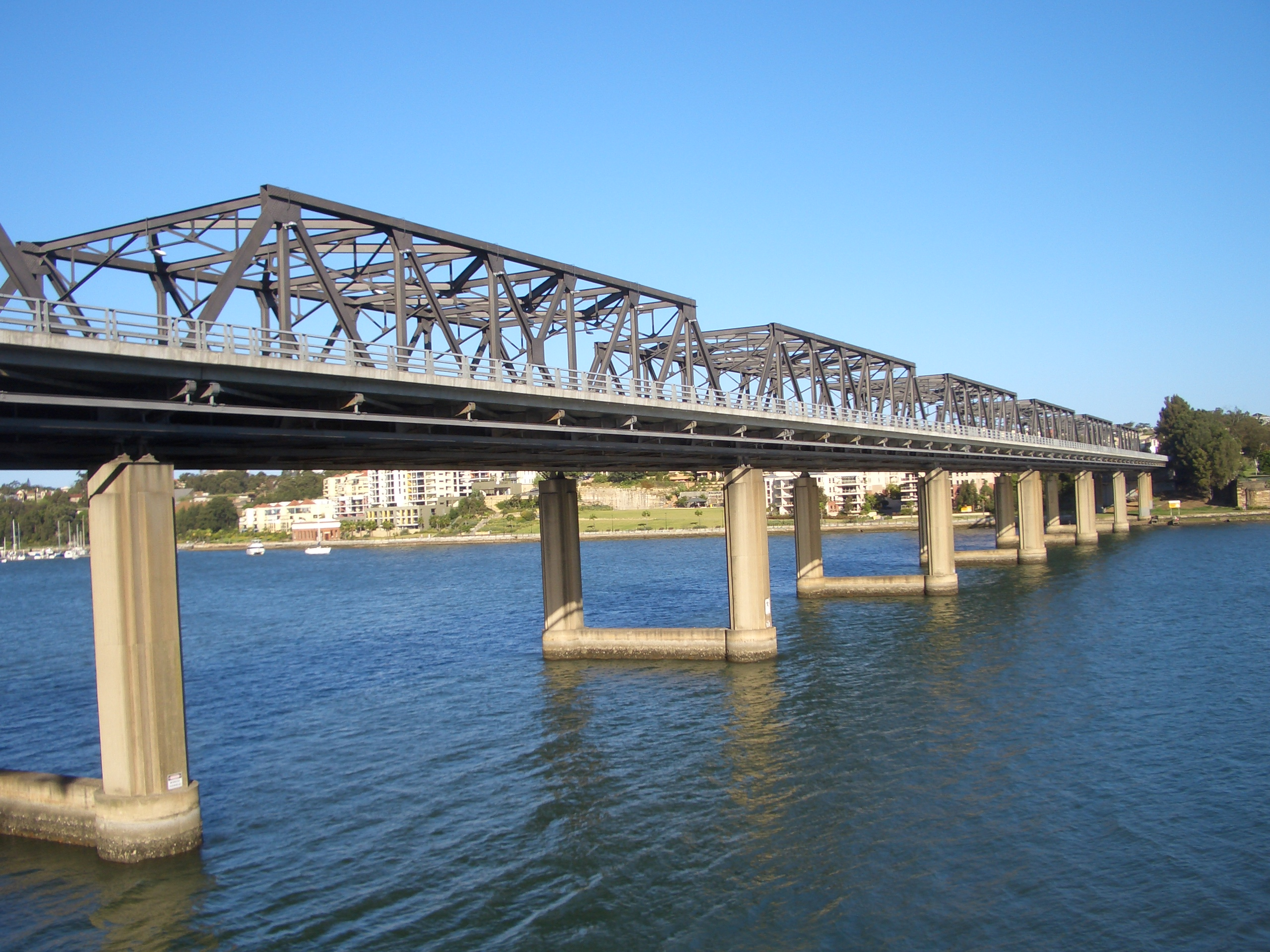
Iron Cove Bridge
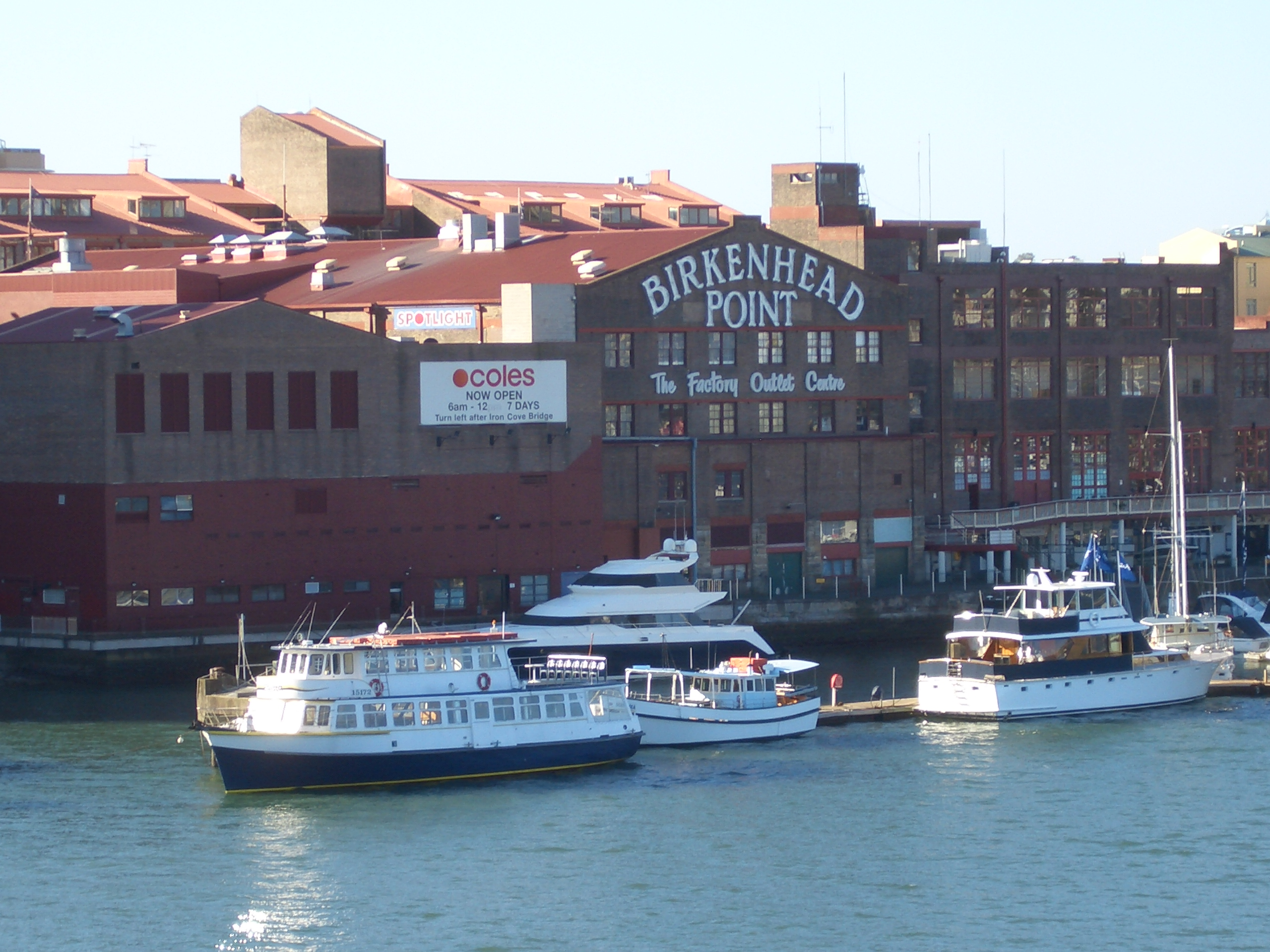
Birkenhead Point Outlet Centre
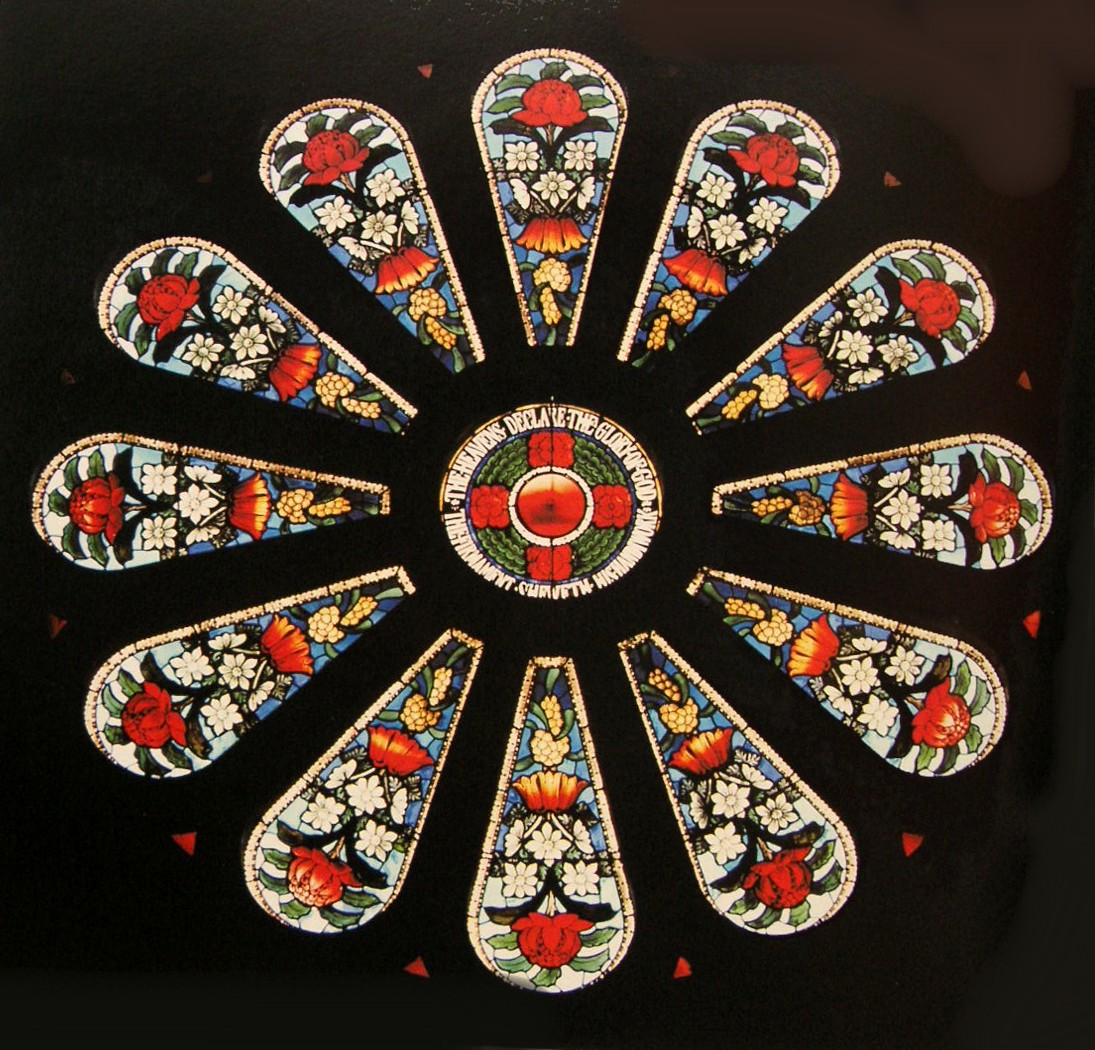
聖公會聖貝德堂 （页面存档备份，存于）彩繪玻璃

## 外部連結
- Birkenhead Point Shopping Centre
- The Bay Run （页面存档备份，存于）
- Spokey Blokeys in Drummoyne (Episode 60) （页面存档备份，存于）